# Python anchietae
Python anchietae là một loài rắn trong họ Pythonidae. Loài này được Bocage mô tả khoa học đầu tiên năm 1887.

## Hình ảnh

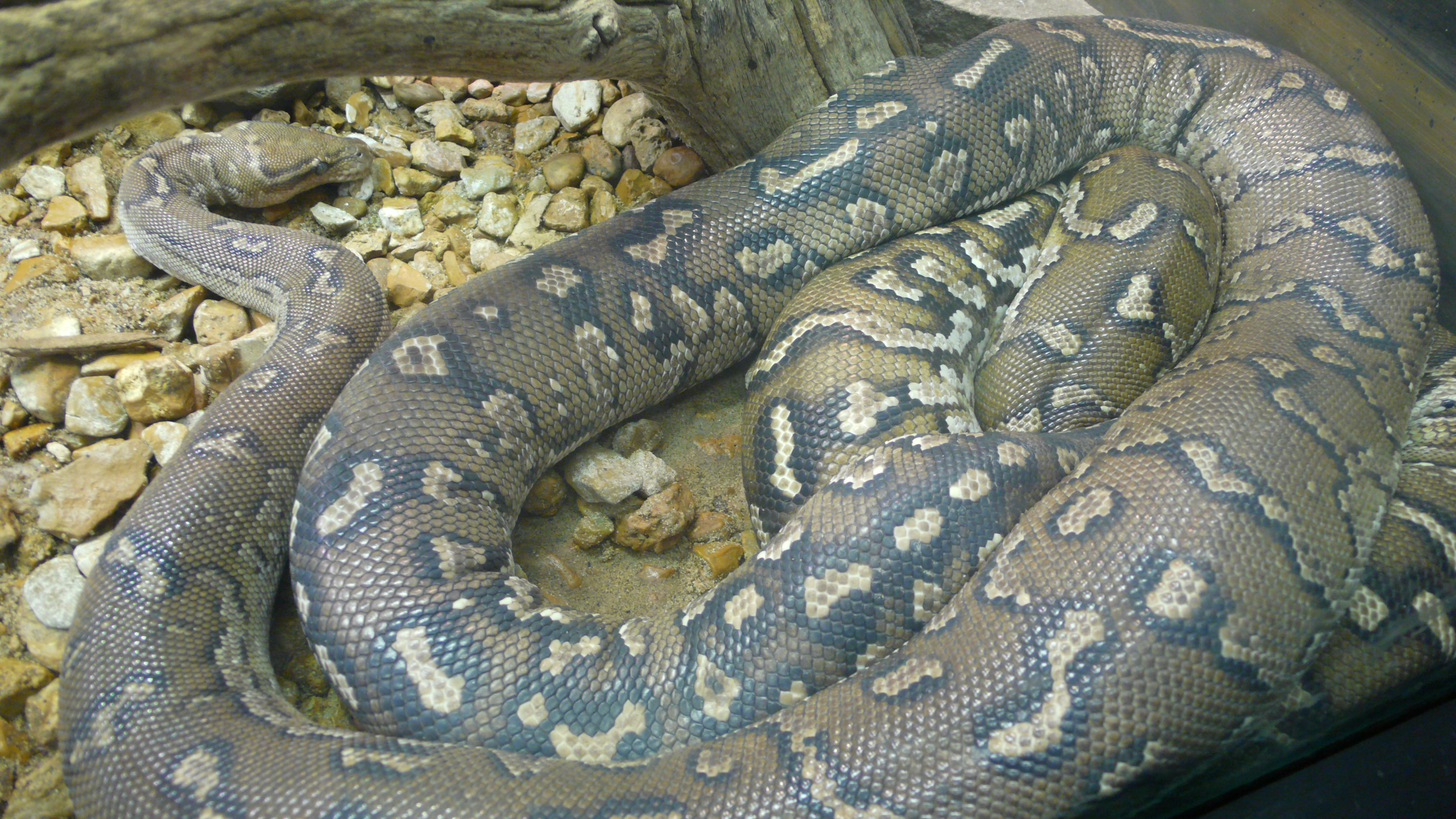
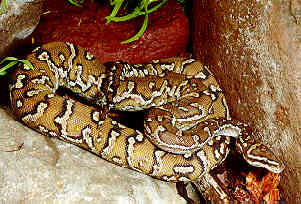
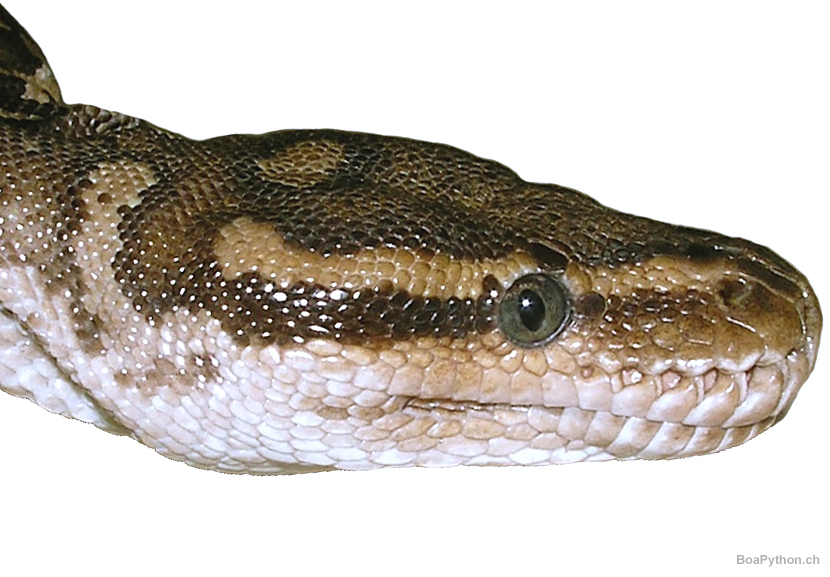
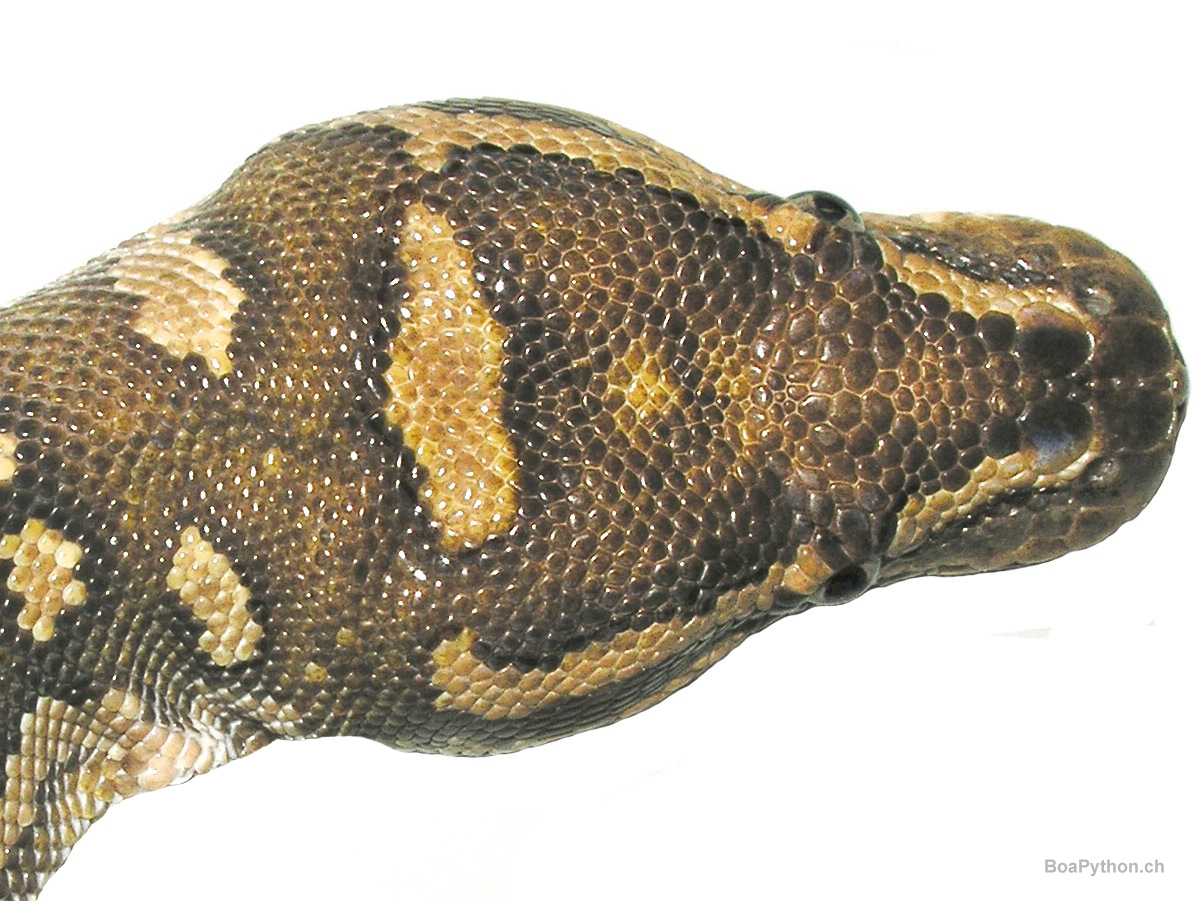
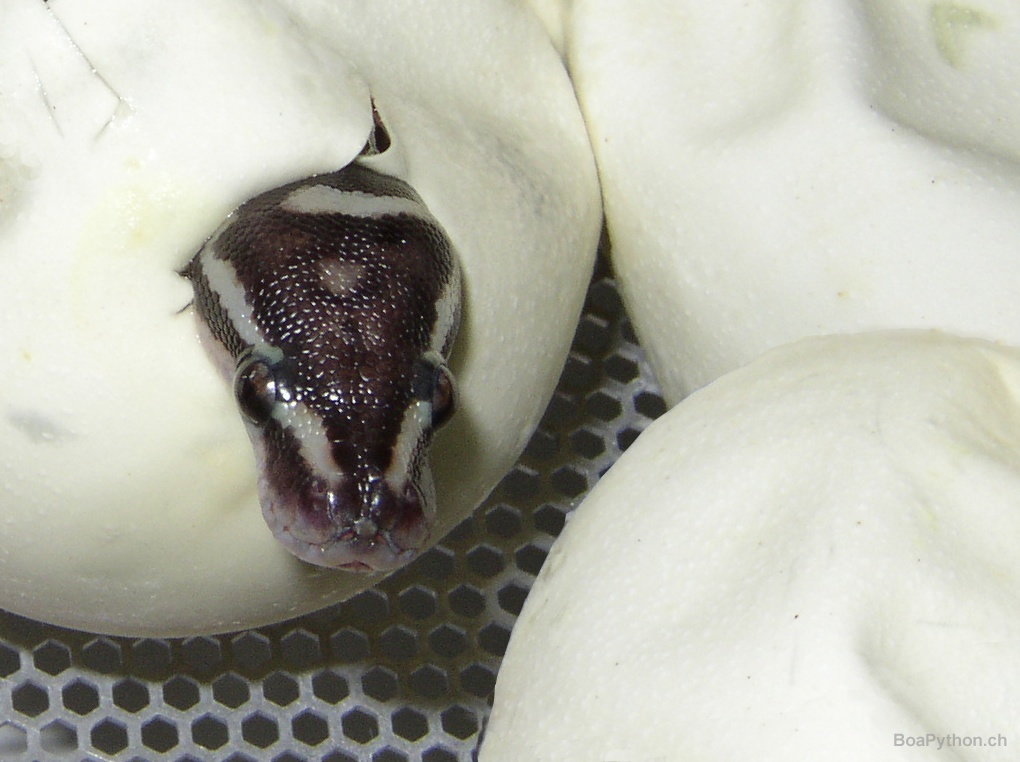